# Пуччини, Джанни
Джа́нни Пуччи́ни (итал. Gianni Puccini), настоящее имя ─ Джова́нни Пуччи́ни (итал. Giovanni Puccini; 9 ноября 1914, Милан — 3 декабря 1968, Рим) ─ итальянский режиссёр, сценарист, кинокритик, журналист и переводчик. Написал сценарии к 37 кино- и телефильмам, режиссёр 18 фильмов и 2 ─ в качестве второго режиссёра.

## Биография
Родился 9 ноября 1914 года в семье писателя Марио Пуччини и Сандры Симончини. Старший брат режиссёра Массимо Мида и испаниста Дарио Пуччини.
Его первые работы о кино и литературе датируются 1933 годом. В следующем году он участвовал в секции литературной критики во Флоренции, где познакомился с Пьетро Инграо, который стал его ближайшим другом. Помимо путевой прозы, он стал всё более писать о кино, с особым интересом к голливудской киноиндустрии и роли актёров.
В 1935 году переехал в Рим и поступил в университет Сапьенца на факультет немецкой литературы, который окончил в 1938 году.
Будучи студентом университета, поступил в недавно созданный Экспериментальный центр кинематографии, который окончил в 1936 году.
В это же время начал сотрудничать в качестве критика с киножурналом «Bianco e Nero». Затем перешёл в редакцию журнала «Кино», главным редактором которого стал в 1943 году. Для журнала он часто подписывался псевдонимом Puck.
Сотрудничал с Международным институтом образовательной кинематографии, органом Лиги Наций под руководством Рудольфа Арнхейма.
В то время он писал различные сюжеты для кино и снял любительский фильм «Каникулы буржуазии в Фалконаре» (итал. «Vacanze borghesi a Falconara») в 1935 году.
Большое значение для его образования имело пребывание в Дании в 1939 году, это позволило ему посмотреть несколько фильмов, запрещённых в Италии, и заняться скандинавской культурой, начиная с Йоханнеса Вильгельма Йенсена ─ лауреата Нобелевской премии по литературе 1944 года.
По возвращении из этой поездки Пуччини более органично участвовал в проекте «Кино», тем временем перешедшем от издателя Хёпли к Риццоли, под руководством Витторио Муссолини. В редакционную группу входили некоторые молодые люди левых фашистских взглядов, которые вскоре вступили в подпольную Итальянскую коммунистическую партию, в их числе Джузеппе Де Сантис, Доменико Пурификато, Марио Аликата, Карло Лиццани.
В годы войны, между 1941 и 1943 годами, журнал, прежде всего благодаря Пуччини и Де Сантису, стал местом ожесточённой культурной битвы в защиту литературной линии Джованни Верга, и против большей части современного итальянского кинопроизводства: космополитических комедий, а также тенденции литературных адаптаций Марио Солдати и Фердинандо Марии Поджоли, которые были заклеймены как «каллиграфические». Кульминацией деятельности группы стала коллективная разработка фильма «Одержимость», кинематографического дебюта Лукино Висконти, соавтора журнала.
2 декабря 1942 года был арестован вместе со своим братом Дарио и оставался в тюрьме до падения фашизма, 25 июля 1943 года. Выйдя на свободу, он возобновил свою деятельность в «Кино», а затем, в оккупированном немцами Риме, в качестве подпольщика в Группах патриотического действия (итал. GAP).
В марте 1944 года он был снова арестован во время встречи в доме Висконти и оставался в тюрьме до освобождения Рима в июне 1944 года.
В послевоенный период, с 1945 по 1946 год, он продолжил свою деятельность в качестве журналиста и критика,  работал заместителем, а затем главным редактором популярного еженедельника инновационного кино «Film d'oggi». А также писал с 1947 по 1958 год сценарии специально для фильмов Джузеппе Де Сантиса.
В 1951 года Пуччини дебютировал как режиссёр в фильме «Венецианский капитан» (вышел на экраны в 1952 году), также он написал сценарий к нему.
В тандеме с режиссёром Нанни Лоем  им были сняты фильмы «Слово вора» (1957) и «Муж» (1958).
5 декабря 1968 года скоропостижно скончался от сердечного приступа в Риме.

## Семья
В 1942 году женился на Элизабетте Лукарелли.
В 1945 году у него родилась дочь Сандра.

## Избранная фильмография

### Режиссёр и сценарист
- 1957 ─ Слово вора / Parola di ladro (второй режиссёр Нанни Лой)
- 1958 ─ Муж / Il marito (второй режиссёр Нанни Лой)
- 1958 ─ Кармела ─ кукла / Carmela è una bambola
- 1959 ─ Враг моей жены / Il nemico di mia moglie
- 1962 ─ Пентхаус / L'attico
- 1964 ─ Лёгкая любовь / Amore facile
- 1965 ─ Я убиваю, ты убиваешь / Io uccido, tu uccidi
- 1966 ─ Две сказки / Racconti a due piazze (Lit à deux places)
- 1967 ─ Баллада о миллиарде / Ballata da un miliardo
- 1968 ─ Семь братьев Черви / I sette fratelli Cervi

### Режиссёр
- 1952 ─ Венецианский капитан / Il capitano di Venezia
- 1960 ─ Танк 8 сентября / Il carro armato dell'8 settembre
- 1960 ─ Служащий / L'impiegato
- 1963 ─ Разбитые сердца / I cuori infranti
- 1964 ─ Идея-фикс /L'idea fissa
- 1965 ─ Деньги / I soldi
- 1967 ─ Там, где стреляют больше / Dove si spara di più

### Сценарист
- 1942 ─ Четвёртая страница / Quarta pagina (реж. Никола Мандзари)
- 1942 ─ Только один поцелуй / Soltanto un bacio (реж. Джорджо Симонелли)
- 1943 ─ Дон Паскуале / Don Pasquale (реж. Камилло Мастрочинкве)[5]
- 1943 ─ Одержимость / Ossessione (реж. Лукино Висконти)[5]
- 1950 ─ Нет спокойствия среди олив / Non c'è pace tra gli ulivi (реж. Джузеппе Де Сантис)
- 1953 ─ Запретные женщины / Donne  proibite (реж. Джузеппе Амато)
- 1953 ─ Утраченные грёзы (Дайте мужа Анне Дзакео) / Un marito per Anna Zaccheo (реж. Джузеппе Де Сантис)
- 1955 ─ Принеси поцелуй во Флоренцию /Porta un bacione a Firenze (реж. Камилло Мастрочинкве)
- 1959 ─ Он, она и дедушка / Lui, lei e il nonno (реж. Антон Джулио Маяно)[6]